# Грифон (летательный аппарат)
Грифон (англ. Gryphon, нем. Greif) — персональный летательный аппарат, крылатый реактивный ранец, изначально разработан Албаном Гайсслером как спортивное устройство, но позже немецкая компания ESG (по другим данным компания SPELCO GbR) переориентировала разработку для военных. Грифон представляет собой крыло из легкого карбонового волокна с реактивным двигателем немецкой компании SPELCO GbR. Название «Грифон» дано по имени мифического крылатого существа.
Специальная система подачи кислорода, разработанная ESG и уже используемая бундесвером, позволяет парашютистам выходить из самолета на высоте 10 км и лететь 40 км, неся до 50 кг оборудования, не считая веса пилота. На конце крыла есть управляемые рули. Заявленная разработчиками цель состоит в том, чтобы позволить парашютистам летать со скоростью до 200 км/ч, что позволит проникать в воздушное пространство противника безопасно для пилота и без обнаружения радаром.
Посадка производится путём отключения двигателей и вертикальным спуском на парашюте. Крыло при спуске отделяется от ранца и свисает на тросе.

## Технические характеристики
| Параметр                          | Показатель                             |
| --------------------------------- | -------------------------------------- |
| Экипаж, чел.                      | 1                                      |
| Взлётная масса, кг                | до 50 кг, не считая веса самого пилота |
| Скорость полёта                   | свыше 200 км/ч.                        |
| Дальность полёта, км              |                                        |
| Потолок, м                        | до 10 000 м.                           |
| Двигатели                         |                                        |
| Мощность на взлётном режиме, л.с. |                                        |